# Playa de Salinas o tercera de Luarca
La playa de Salinas o 3.ª de Luarca se encuentra situada en las inmediaciones de Luarca, Valdés en Asturias y también es conocida como la playa 3º de Luarca. Forma parte de la Costa Occidental de Asturias y está enmarcada en el Paisaje Protegido de la Costa Occidental de Asturias, presentando catalogación como Paisaje protegido, ZEPA, LIC.

## Descripción
Tienen forma de concha. Tiene una longitud total de unos 220 m, una anchura media de unos 80 m y está formada por arena de grano medio y rocas. Sus aguas son muy tranquilas y la playa tiene como característica peculiar las casetas para vestirse o desvestirse lo que le da a la playa un cierto y encantador aire «retro». Estas casetas se retiran al final de la temporada estival. Su entorno es urbano, con un grado de peligrosidad bajo.
Para acceder a ella hay que hacerlo andando desde la 2ª playa de Luarca ya que las separan un pequeño grupo de rocas; dicho acceso ha sido remodelado. Para ir en coche, se debe dejar este aparcado en la 2ª playa de Luarca y caminar hasta la 3ª como ya se indicó. Cerca de esta playa se encuentra el faro «Punta Atalaya o Blanca». Tiene unos servicios muy completos como son los de vigilancia, limpieza, duchas y restaurantes. La pesca recreativa es la actividad óptima recomendada.